# Dinastia arsácida da Arménia
A dinastia arsácida da Arménia (português europeu) ou Armênia (português brasileiro) (em arménio: Արշակունի; romaniz.: Aršakuni) governou o Reino da Arménia de 54 d.C. a 428 d.C. Começou por ser um ramo dos arsácidas partos iranianos, mas tornou-se uma dinastia distintamente arménia. Os reis arsácidas reinaram intermitentemente durante os anos caóticos que se seguiram à queda da dinastia artaxíada, em 1 a.C., até 62 d.C., quando Tirídates I da Arménia consolidou o domínio arsácida na Arménia. Vologases II estabeleceu uma linhagem independente de reis arménios em 180. Dois dos acontecimentos mais notáveis da história da Arménia ocorreram durante o período arsácida: a conversão da Arménia ao cristianismo por Gregório, o Iluminador, em 301, e a criação do alfabeto arménio por Mesrobes Mastósio em 405.

## Primeiros arsácidas

Mapa do Reino da Armênia cerca de 150 d.C.

A primeira aparição de um arsácida no trono arménio deu-se cerca de 12 a.C., quando o rei parto Vonones I foi forçado a deixar a Pártia devido às suas políticas pró-romanas e aos seus modos ocidentais. Vonones I ocupou o trono arménio com o consentimento de Roma, mas, confrontado com o pedido de deposição feito por Artabano II, o imperador Augusto depôs Vonones e enviou-o para a província romana da Síria para evitar uma guerra com os partos.
Artabano II não perdeu tempo e instalou o seu filho Orodes no trono da Arménia, logo após a deposição de Vovones. Tibério não tinha quaisquer intenções de perder os estados tampão na fronteira oriental, pelo que enviou o seu sobrinho e herdeiro Germânico para leste para negociar um tratado com Artabano II. Neste tratado, Roma reconhecia Artabano como rei e amigo dos romanos.
Em 18 d.C. o reino arménio foi oferecido a Zenão Artaxias, filho de Polemão I do Ponto, o qual assumiu o trono com o nome de Artaxias III. Os partos sob o reinado de Artabano II estavam demasiado envolvidos em rixas internas para se oporem ao rei apoiado pelos romanos. O reino de Zenão foi um dos períodos mais pacíficos da história arménia.

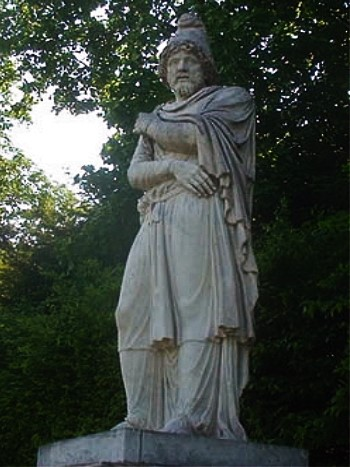
Estátua de Tirídates I da Arménia nos jardins do Palácio de Versalhes (obra de 1687)

Depois da morte de Zenão no ano 34, Artabano II decidiu reinstalar um arsácida no trono arménio, escolhendo para isso o seu filho mais velho, Ársaces, mas a sucessão da coroa arménia foi disputada pelo seu irmão mais novo, Orodes, que tinha sido deposto por Zenão. Tibério apressou-se a concentrar mais forças na fronteira romana e, mais uma vez, após uma década de paz, a Arménia foi palco de violentos confrontos armados entre as duas maiores potências daquela parte do mundo. A guerra prolongar-se-ia por 25 anos. Tibério enviou para a Arménia Mitrídates, um ibero que reclamava ter ascendência arsácida. Mitrídates conseguiu subjugar a Arménia ao domínio romano e depôs Ársaces, infligindo grandes destruições no país. Surpreendentemente, Mitrídates foi depois chamado a Roma, onde foi mantido na prisão, sendo o trono arménio devolvido a Artabano II, que o ofereceu ao seu filho Orodes.
Após a morte de Artabano II eclodiu outra guerra civil na Pártia. Entretanto, Mitrídates foi novamente posto no trono arménio com a ajuda do seu irmão, Farasmanes I, rei do Reino da Ibéria, e das tropas romanas. A guerra civil prosseguiu na Pártia por vários anos, até que Gotarzes II subiu ao trono no ano 45.
Em 51 Radamisto invadiu a Arménia e matou o seu tio Mitrídates. O governador romano da Capadócia Júlio Pailino teve intenções de conquistar a Arménia, mas acabou por coroar Radamisto como rei da Arménia, que o recompensou generosamente. O rei parto de então, Vologases I viu nisso uma oportunidade e invadiu a Arménia, forçando os iberos a retirar. No entanto, o rigoroso inverno que se seguiu forçou os partos a retirar, deixando o caminho aberto para a reconquista do poder por Radamisto. De acordo com Tácito,  os iberos foram tão cruéis após retomarem o poder, que os arménios irromperam pelo palácio real e obrigaram Radamisto a fugir. A revolta foi aproveitada por Vologases para colocar no trono arménio o seu irmão Tirídates.

## Entre Roma e a Pártia

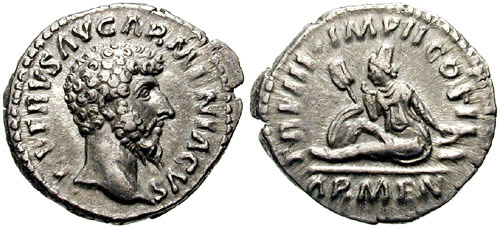
Denário cunhado para comemorar a vitória de Lúcio Vero sobre na Arménia em 163

Desagradado com a crescente influência parta junto às suas fronteiras, em 58 o imperador romano Nero enviou o general Cneu Domício Córbulo para oriente à frente de um grande exército para instalar na fronteira reis fiéis aos romanos. Depois da fuga de Tirídates, os romanos instalaram no trono da Arménia Tigranes VI, que em 61 invadiu o Adiabena (veja Guerra romano-parta de 58-63), um dos reinos vassalos dos partos. Vologases I da Pártia considerou essa invasão um ato de agressão de Roma e iniciou uma campanha para colocar novamente Tirídates no trono arménio. Os romanos sofreram um humilhante derrota na batalha de Randeia, em 62, após o que Córbulo, que até então se encontrava na Síria, foi posto novamente no comando das tropas romanas da região. Córbulo avançou para a Arménia e encontrou-se em Randeia com Tirídates, onde foi firmado um tratado de paz no qual Tirídates era reconhecido como rei da Arménia, passando esta a ser um estado satélite de Roma. Tirídates aceitou ir a Roma para ser oficialmente coroado por Nero. Tirídates foi rei da Arménia até à sua morte (ou deposição) cerca de 110, quando o rei parto Osroes I invadiu a Arménia e colocou no trono o seu sobrinho Axídares. Segundo outras fontes, Axídares subiu ao trono com o apoio dos romanos e a invasão de Osroes só ocorreu em 113, tendo resultado na substituição de Axídares no trono pelo seu irmão Partamásiris, fiel aos partos.

Mapa do Império Romano no tempo de Trajano com a província da Armênia em destaque

Esta intrusão no que tradicionalmente era a esfera de influência do Império Romano terminou o tratado de paz assinado com Nero meio século antes e fez estalar outra guerra com o imperador Trajano, que marchou para a Arménia em outubro de 113 para colocar no trono um rei aliado dos romanos. Osroes enviou negociadores a Trajano, os quais se encontraram com este em Atenas, informando-o que Axídares tinha sido deposto e pedindo-lhe que o trono fosse dado ao irmão mais velho, Partamásiris. Trajano recusou a proposta e em agosto de 114 conquistou Arsamósata, onde Partamásiris pediu para ser coroado, mas em vez disso Trajano anexou a Arménia, que passou a ser uma província romana. Partamásiris foi rejeitado e morreu misteriosamente pouco tempo depois. Como província romana, a Arménia foi administrada conjuntamente com a Capadócia por Catílio Severo do gente Catília. O senado romano cunhou moedas celebrando a criação da nova província com a inscrição "ARMENIA ET MESOPOTAMIA IN POTESTATEM P.R. REDACTÆ".
Depois da rebelião liderada pelo pretendente ao trono parto Sanatruces II, filho de Mitrídates V, ter sido derrotada, alguma resistência esporádica persistiu e Vologases III conseguiu dominar uma parte considerável da Arménia pouco antes da morte de Trajano em 117. Em 118, o novo imperador Adriano abdicou das terras conquistadas por Trajano, entre as quais a Arménia, e ofereceu os reinos da Arménia e Osroena ao ex-rei parto aliado dos romanos Partamaspates. Entretanto, Vologases III manteve a maior parte dos territórios do que fora o reino arménio. Algum tempo depois chegou-se a um compromisso e Vologases ficou com o governo de toda a Arménia.
Vologases III governou a Arménia até 140. Vologases IV, filho rei parto legítimo Mitrídates V, enviou as suas tropas para tomar a Arménia em 161 e expulsou as legiões romanas aí estacionadas comandadas pelo legado C. Severiano. Encorajadas pelo aspabedes (comandante de cavalaria persa) Osroes, as tropas partas continuaram a marcha para o interior da Síria romana. O imperador romano Marco Aurélio enviou imediatamente Lúcio Vero para a frente oriental. Em 163 Vero ordenou ao general Marco Estácio Prisco, recentemente transferido da Britânia, que se deslocasse da Antioquia Síria para a Arménia. Em Artaxata, o exército comandado por Vologases IV rendeu-se ao general Prisco, que instalou um governo fantoche no trono Arménio, o qual foi entregue a Soemo, um cônsul e senador romano aparentado com os arsácidas e com a casa real de Emesa, substituindo Aurélio Pácoro, que tinha sido posto no trono por Vologases.
Em resultado duma epidemia que grassou nas tropas romanas, os partos retomaram muitos dos territórios perdidos em 166 e forçaram Soemo a retirar para a Síria. Nos vinte anos seguintes a Arménia foi governada por uma sucessão de governantes romanos e partos até que em 180 o filho de Vologases IV, Vologases II, subiu ao trono. Em 191 Vologases II sucedeu a Vologases IV no trono da Pártia como Vologases V e deixou o seu filho Cosroes I como rei da Arménia. Cosroes viria a ser capturado pelos romanos, que puseram um dos seus à frente do governo da Arménia. No entanto, os arménios revoltaram-se contra os governantes romanos, o que levou estes a estabelecerem um compromisso com os partos, o qual incluiu a entrega do reino arménio ao filho de Cosroes, Tirídates II (Trdat II).

## Sassânidas e a Arménia

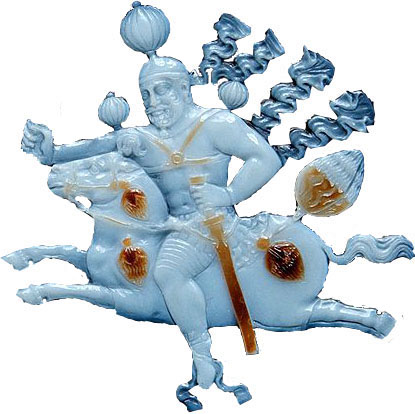
Sapor I, o fundador da dinastia sassânida

Em 224 o rei persa Artaxes I destronou os arsácidas na Pártia e fundou a nova dinastia sassânida. Os sassânidas estavam determinados a restaurar a antiga glória da Pérsia Aqueménida (Império Medo-Persa), pelo que proclamaram o Zoroastrismo como religião do estado consideraram a Arménia como parte do seu império.
Para preservar a autonomia do governo Arxacuni na Arménia, Tirídates II procurou estabelecer relações amigáveis com os romanos, o que se revelou uma péssima opção, pois o xá Sapor I derrotou os romanos e impôs um tratado de paz ao imperador romano Filipe, o Árabe em que este acordava o pagamento de tributos e deixar o controle da Grande Arménia.
Em 252 Sapor invadiu a Arménia e, forçando Tirídates II a fugir, instalou o seu filho Hormisda I no trono arménio. Quando Sapor morreu, em 270, Hormisda tomou o trono persa e entregou o reino arménio ao seu irmão Narses I. Sob Diocleciano Roma tentou instalar Cosroes II da Armênia como governante do território arménio, mas os sassânidas instigaram alguns nobres a revoltarem-se, tendo estes matado Cosroes. Quando Narses abandonou a Arménia para subir ao trono persa, em 293, o assassino de Cosroes foi instalado no trono arménio. Entretanto Roma derrotou Narses em 298 e o filho de Cosroes, Tirídates III retomou o controle da Arménia com a ajuda de tropas romanas.

## Cristianização

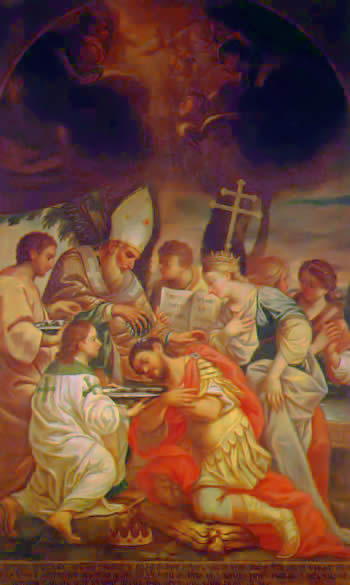
O batismo de Tirídates III, por São Gregório, o Iluminador

Em 301, Gregório, o Iluminador converteu Tirídates III e membros da sua corte ao cristianismo.
O alfabeto arménio foi criado por Mesrobes Mastósio em 406 com o propósito de traduzir a Bíblia. A cristianização marca o início da literatura arménia. De acordo com Moisés de Corene, Isaque I, o Grande fez uma tradução do Evangelho a partir do peshitta (bíblia em siríaco) por volta de 411. Este trabalho deve ter sido considerado imperfeito, pois pouco tempo depois João de Egheghiatz e José de Baghin, dois pupilos de Mastósio, foram enviados para Edessa para traduzirem as Escrituras. Eles viajaram até Constantinopla e trouxeram de volta com eles cópias autênticas do texto grego. Com a ajuda de outras cópias obtidas em Alexandria, a bíblia foi novamente traduzida do grego, de acordo com o texto do e  Septuaginta e a Héxapla de Orígenes. Essa versão, completada em 434, é a atualmente usada pela Igreja Arménia.

## Declínio
Em 337, durante o reinado de Cosroes III, Sapor II invadiu a Arménia. Durante as décadas seguintes a Arménia foi novamente disputada entre os impérios bizantino e sassânida, que só terminou com a assinatura de um acordo permanente em 387, o qual esteve em vigor até à conquista árabe da Arménia em 639.
Os governantes arsácidas estiveram no poder até 428 de forma intermitente, em concorrência com os bagrátidas, preservando algum poder, como guardas de fronteira (marzobã) ora dos bizantinos ora dos persas.

## Lista de reis arsácidas da Arménia
| Rei                        | Reinado              | Notas                                |
| -------------------------- | -------------------- | ------------------------------------ |
| Tirídates I                | 52-58, 62-88         | oficialmente só reinou de 66-88      |
| Tigranes VI                | 59-62                |                                      |
| Sanatruces I               | 88-110               |                                      |
| Axídares                   | 110-113              | sob o domínio estrangeiro dos partos |
| Partamásiris               | 113-114              | sob o domínio estrangeiro dos partos |
| Província romana           | 114-118              |                                      |
| Vologases I                | 118-140              |                                      |
| Aurélio Pácoro             | ?-140/144            |                                      |
| Soemo da Armênia           | 140/144-161, 164-186 |                                      |
| Vologases II               | 186-198              |                                      |
| Cosroes I                  | 198-217              |                                      |
| Tirídates II               | 217-252              |                                      |
| Cosroes II                 | 252                  |                                      |
| Império Sassânida          | 252-287              |                                      |
| Tirídates III              | 287-330              |                                      |
| Cosroes III                | 330–339              |                                      |
| Tigranes VII               | 338-350              | também conhecido com Tiran           |
| Ársaces II                 | 350-368              |                                      |
| Império Sassânida          | 368-370              |                                      |
| Papa                       | 370-374              |                                      |
| Varasdates                 | 374-378              |                                      |
| Ársaces III                | 378-387              |                                      |
| Cosroes IV                 | 387-389              |                                      |
| Vararanes Sapor            | 389-414              |                                      |
| Governo local independente | 414-422              |                                      |
| Artaxias IV                | 422-428              |                                      |